# POLD2
POLD2 (англ. DNA polymerase delta 2, accessory subunit) – білок, який кодується однойменним геном, розташованим у людей на короткому плечі 7-ї хромосоми. Довжина поліпептидного ланцюга білка становить 469 амінокислот, а молекулярна маса — 51 289.
| 10         |  | 20         |  | 30         |  | 40         |  | 50         |
| ---------- |  | ---------- |  | ---------- |  | ---------- |  | ---------- |
| MFSEQAAQRA |  | HTLLSPPSAN |  | NATFARVPVA |  | TYTNSSQPFR |  | LGERSFSRQY |
| AHIYATRLIQ |  | MRPFLENRAQ |  | QHWGSGVGVK |  | KLCELQPEEK |  | CCVVGTLFKA |
| MPLQPSILRE |  | VSEEHNLLPQ |  | PPRSKYIHPD |  | DELVLEDELQ |  | RIKLKGTIDV |
| SKLVTGTVLA |  | VFGSVRDDGK |  | FLVEDYCFAD |  | LAPQKPAPPL |  | DTDRFVLLVS |
| GLGLGGGGGE |  | SLLGTQLLVD |  | VVTGQLGDEG |  | EQCSAAHVSR |  | VILAGNLLSH |
| STQSRDSINK |  | AKYLTKKTQA |  | ASVEAVKMLD |  | EILLQLSASV |  | PVDVMPGEFD |
| PTNYTLPQQP |  | LHPCMFPLAT |  | AYSTLQLVTN |  | PYQATIDGVR |  | FLGTSGQNVS |
| DIFRYSSMED |  | HLEILEWTLR |  | VRHISPTAPD |  | TLGCYPFYKT |  | DPFIFPECPH |
| VYFCGNTPSF |  | GSKIIRGPED |  | QTVLLVTVPD |  | FSATQTACLV |  | NLRSLACQPI |
| SFSGFGAEDD |  | DLGGLGLGP  |  |            |  |            |  |            |

A: Аланін

C: Цистеїн

D: Аспарагінова кислота

E: Глутамінова кислота

F: Фенілаланін

G: Гліцин

H: Гістидин

I: Ізолейцин

K: Лізин

L: Лейцин

M: Метіонін

N: Аспарагін

P: Пролін

Q: Глутамін

R: Аргінін

S: Серин

T: Треонін

V: Валін

W: Триптофан

Кодований геном білок за функцією належить до фосфопротеїнів. 
Задіяний у таких біологічних процесах, як пошкодження ДНК, репарація ДНК, реплікація ДНК, ацетилювання. 
Локалізований у ядрі.